# Heyggjurin Mikli, Skúvoy
Heyggjurin Mikli är ett berg i Färöarna (Kungariket Danmark).   Det ligger i sýslan Sandoyar sýsla, i den södra delen av landet, 29 km söder om huvudstaden Tórshavn. Toppen på Heyggjurin Mikli är 357 meter över havet.
Terrängen runt Heyggjurin Mikli är lite kuperad.  Närmaste större samhälle är Toftir, 18,2 km söder om Heyggjurin Mikli. 